# کیم بیونگ سه
کیم بیونگ سه (انگلیسی: 김병세؛ زادهٔ ۲۶ سپتامبر ۱۹۶۲) بازیگر اهل کره جنوبی است. از فیلم‌ها یا برنامه‌های تلویزیونی که وی در آن نقش داشته‌است می‌توان به گونگ شیم زیبا، تن به تن، دنیاهای بهم پیوسته و رادیو عاشقانه اشاره کرد.